# WorldSkills
WorldSkills International (WSI, от англ. skills — «умения») — международная некоммерческая ассоциация, целью которой является повышение статуса и стандартов профессиональной подготовки и квалификации по всему миру, популяризация рабочих профессий через проведение международных соревнований по всему миру. Основана в 1946 году. На сегодняшний день в деятельности организации принимают участие 80 стран.
Своей миссией WSI называет привлечение внимания к рабочим профессиям и создание условий для развития высоких профессиональных стандартов. Её основная деятельность — организация и проведение профессиональных соревнований различного уровня для молодых людей в возрасте до 22 лет. Раз в два года проходит мировой чемпионат рабочих профессий WorldSkills, который также называют «Олимпиадой для рабочих рук». В настоящее время это крупнейшее соревнование подобного рода.

## История
В 1947 году в Испании впервые прошел национальный конкурс по профессионально-технической подготовке. Он был призван поднять популярность рабочих специальностей и способствовать созданию эффективной системы профессионального образования, так как в стране, восстанавливающейся после Гражданской войны, существовала острая нехватка квалифицированных рабочих. Автором данной идеи был генеральный директор Испанской молодёжной организации Хосе Антонио Элола Оласо.
Первой эту инициативу поддержала Португалия. В результате в 1950 году прошли первые международные Пиренейские соревнования, в которых приняли участие 12 представителей обеих стран. Три года спустя к соревнованиям присоединились конкурсанты из Германии, Великобритании, Франции, Марокко и Швейцарии. Таким образом, в 1953 году была сформирована организация по проведению конкурсов профессионального мастерства — International Vocational Training Organisation (IVTO).
Впервые за пределами Испании соревнования были проведены в 1958 году в рамках Всемирной выставки в Брюсселе, а в 1970 году они первый раз прошли в другой части света — в Токио. В начале 2000-х годов IVTO изменила название и символику, и с тех пор ведет свою деятельность под именем WorldSkills International. Сегодня под эгидой WSI проводится множество мероприятий, включая региональные и национальные соревнования, континентальные первенства и, раз в два года, мировой чемпионат.
| Год  | Страна                        | Город        |
| ---- | ----------------------------- | ------------ |
| 2024 | Франция                       | Лион         |
| 2022 | Китай                         | Шанхай       |
| 2019 | Россия                        | Казань       |
| 2017 | Объединённые Арабские Эмираты | Абу-Даби     |
| 2015 | Бразилия                      | Сан-Паулу    |
| 2013 | Германия                      | Лейпциг      |
| 2011 | Великобритания                | Лондон       |
| 2009 | Канада                        | Калгари      |
| 2007 | Япония                        | Нумадзу      |
| 2005 | Финляндия                     | Хельсинки    |
| 2003 | Швейцария                     | Санкт-Галлен |
| 2001 | Южная Корея                   | Сеул         |
| 1999 | Канада                        | Монреаль     |
| 1997 | Швейцария                     | Санкт-Галлен |
| 1995 | Франция                       | Лион         |
| 1993 | Тайвань                       | Тайбэй       |
| 1991 | Нидерланды                    | Амстердам    |
| 1989 | Великобритания                | Бирмингем    |
| 1988 | Австралия                     | Сидней       |
| 1985 | Япония                        | Осака        |
| 1983 | Австрия                       | Линц         |
| 1981 | Ирландия                      | Корк         |
| 1979 | Южная Корея                   | Пусан        |
| 1977 | Нидерланды                    | Утрехт       |
| 1975 | Испания                       | Мадрид       |
| 1973 | Германия                      | Мюнхен       |
| 1971 | Испания                       | Хихон        |
| 1970 | Япония                        | Токио        |
| 1969 | Бельгия                       | Брюссель     |
| 1968 | Швейцария                     | Берн         |
| 1967 | Испания                       | Мадрид       |
| 1966 | Нидерланды                    | Утрехт       |
| 1965 | Великобритания                | Глазго       |
| 1964 | Португалия                    | Лиссабон     |
| 1963 | Ирландия                      | Дублин       |
| 1962 | Испания                       | Хихон        |
| 1961 | Германия                      | Дуйсбург     |
| 1960 | Испания                       | Барселона    |
| 1959 | Италия                        | Модена       |
| 1958 | Бельгия                       | Брюссель     |
| 1957 | Испания                       | Мадрид       |
| 1956 | Испания                       | Мадрид       |
| 1955 | Испания                       | Мадрид       |
| 1953 | Испания                       | Мадрид       |
| 1951 | Испания                       | Мадрид       |
| 1950 | Испания                       | Мадрид       |

## Направления, по которым идут соревнования

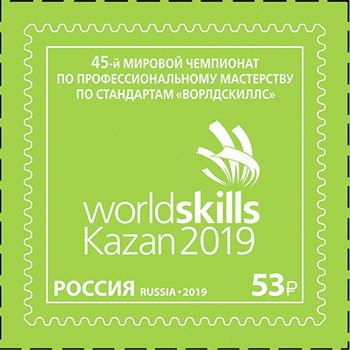
Почтовая марка 2019 год. 45-й мировой Чемпионат по профессиональному мастерству по стандартам «Ворлдскиллс».

В структуру чемпионата WorldSkills входят 45 профессиональных компетенций, разделенных на шесть магистральных направлений.
- Строительные технологии

Изготовление архитектурного камня, Каменщик, Производство корпусной мебели, Плотник, Электрик, Столяр, Ландшафтный дизайн, Маляр, Отделочник штукатур, Сантехника и отопление, Холодильная техника и системы кондиционирования воздуха, Облицовка плиткой
- Творчество и дизайн

Дизайн одежды, Флористика, Графический дизайн, Ювелир, Оформитель витрин, Дизайн интерьера, Звукорежиссура
- Информационные и коммуникационные технологии

Информационные кабельные сети, ИТ Сетевое администрирование, ИТ Решения для бизнеса, Полиграфия, Веб-дизайн, Управление Жизненным циклом
- Производственные и инженерные технологии

Фрезеровщик на станках с ЧПУ, Токарь на станках с ЧПУ, Изготовление конструкций из металла, Электроника, Автоматизированные системы контроля и управления в производстве, Производственная сборка изделий, Графический CAD дизайн, Мехатроника, Мобильная робототехника, Изготовление изделий из пластика, Полимеханика/Автоматизация, Создание прототипов, Технология обработки листового металла, Сварка
- Специалисты в сфере услуг

Косметология, Кондитер, Повар, Парикмахер, Социальный работник, Официант
Спасательные работы
- Обслуживание гражданского транспорта

Обслуживание авиационной техники, Кузовной ремонт, Автомеханик, Автопокраска
Соревнования в области робототехники проводятся с помощью специальной платформы Robotino
На сегодняшний день на соревнованиях WorldSkills International тысячи молодых профессионалов демонстрируют свои знания и навыки, представляя 76 стран.